# Фондо Визита (Болоња)
Фондо Визита (итал. Fondo Visita) је насеље у Италији у округу Болоња, региону Емилија-Ромања.
Према процени из 2011. у насељу је живело 51 становника. Насеље се налази на надморској висини од 12 м.